# Andolsheim
Andolsheim (in alsaziano Àndelse, in tedesco Andolsheim) è un comune francese di 2 287 abitanti situato nel dipartimento dell'Alto Reno nella regione del Grand Est.

## Società

### Evoluzione demografica
Abitanti censiti